# Pro-Bewegung

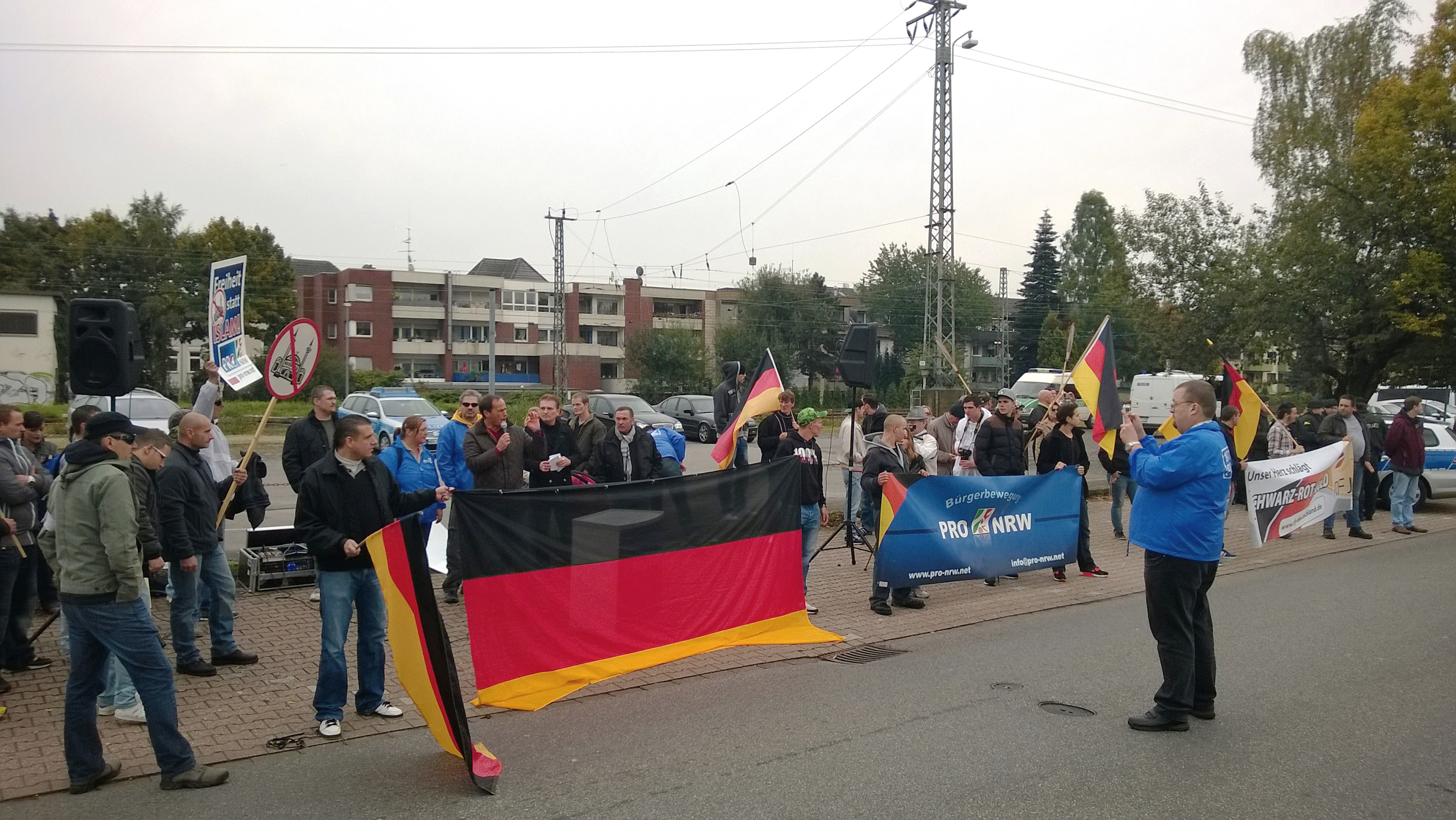
pro-NRW-Demo am 12. Oktober 2013 in Rheydt gegenüber der ar-Rahman-Moschee.

 Unter der Pro-Bewegung oder den Pro-Parteien verstand man ein Konglomerat aus Parteien, Wählervereinigungen und Vereinen in Deutschland, die de jure eigenständig, jedoch de facto personell, organisatorisch und programmatisch eng miteinander verflochten waren. Als zentrale Organisationen fungierten dabei der Verein pro Köln sowie die Parteien pro NRW und pro Deutschland. Nach der Selbstauflösung von pro Deutschland und pro Köln in den Jahren 2017 und 2018 und der Umwandlung von pro NRW in einen Verein 2019 wurden die Aktivitäten der Pro-Bewegung weitgehend eingestellt. Es bestehen jedoch weiterhin vereinzelt lokale Gruppen wie die Bürgerbewegung Pro Chemnitz.
Sozialwissenschaftler und Verfassungsschutzbehörden ordneten die Pro-Bewegung als rechtsextrem und verfassungsfeindlich ein. In Selbstdarstellungen bezeichnete sie sich als rechtspopulistisch, konservativ oder „freiheitlich“ und orientiert an anderen rechtspopulistischen Parteien in Europa wie etwa der FPÖ in Österreich oder dem Vlaams Belang in Belgien, mit denen auch eine offizielle Kooperation bestand. Im Jahre 2012 wurden Teile der Pro-Bewegung auch zum Ziel von Ermittlungen gegen die Neonazi-Kameradschaft „Freundeskreis Rade“.
Inhaltlich profilierte sich die Pro-Bewegung hauptsächlich durch das Schüren von Ängsten und Ressentiments gegenüber muslimischen Migranten. Dem schließt sich die Ablehnung der multikulturellen Gesellschaft sowie die Warnung vor einer angeblichen „Islamisierung“ und „Überfremdung“ an. Weitere Schwerpunkte bildeten die Forderung nach einer Nulltoleranzpolitik in der Innenpolitik, ein Bekenntnis zum „Christlichen Abendland“ und die Bekämpfung von „Klüngel und Korruption“.
Die Anzahl der Mitglieder, Aktivisten und Unterstützer der Pro-Bewegung waren nicht genau bekannt. Offizielle Zahlen waren wegen der stark dezentralisierten Organisationsstruktur nur begrenzt zugänglich und die Pro-Parteien selbst geben nachweislich falsche Mitgliederzahlen in ihren Pressemeldungen an. Der Verfassungsschutz des Landes Nordrhein-Westfalen schätzte die Anzahl der Mitglieder von pro Köln, pro NRW und pro Deutschland im Jahr 2015 auf etwa 800. 2018 wurde die Anzahl der Parteimitglieder von pro NRW mit 400 angegeben.

## Geschichte
Die sogenannte Pro-Bewegung entstand im Jahr 1996 mit der Gründung der Wählergemeinschaft Bürgerbewegung pro Köln. Laut dem Soziologen Alexander Häusler von der Arbeitsstelle Neonazismus der FH Düsseldorf ist die Bezeichnung „Bürgerbewegung“ irreführend, da sich die Mitglieder nicht aus Bürgern zusammensetzen, die aus einem bestimmten Anlass oder einem Ziel politisch aktiv wurden, sondern sich aus der gescheiterten rechtsextremen und rassistischen Sammelbewegung Deutsche Liga für Volk und Heimat (DLVH) rekrutierten. Häusler ist einer der ersten Wissenschaftler, die sich systematisch mit der Pro-Bewegung beschäftigten und über sie publizierten.
Ein großer Teil der Mitglieder und der überwiegende Teil der Funktionäre waren in der Vergangenheit zudem bei der NPD, der DVU sowie den Republikanern aktiv. So war etwa Markus Beisicht (Vorsitzender der Bürgerbewegung pro NRW und des Pro-Dachverbandes sowie früherer Vorsitzender der Bürgerbewegung pro Köln) früher Landesvorsitzender der DLVH in Nordrhein-Westfalen und Mitglied des Bundesvorstandes der Republikaner. Auch Manfred Rouhs (Vorsitzender der Bürgerbewegung pro Deutschland und stellvertretender Vorsitzender des Pro-Dachverbandes) war früher ein Funktionär der DLVH und der NPD.
Bis ins Jahr 2005 blieben die Aktivitäten und der Wirkungskreis auf die Stadt Köln beschränkt, allerdings hielten die Führungskader ihre Kontakte zum extrem rechten Milieu, die ihre Wurzeln zum großen Teil noch aus der Zeit vor Gründung von pro Köln hatten, aufrecht. 2005 wurde die Bürgerbewegung pro Deutschland gegründet. 2006 bildeten sich die Bürgerbewegung pro München sowie die Bürgerbewegung pro Heilbronn, die zwar ein eigenständiger Verein ist, deren Mitglieder aber überwiegend auch Mitglied bei pro Deutschland sind. Im Jahr 2007 gründeten fast ausnahmslos Mitglieder von pro Köln die Partei Bürgerbewegung pro Nordrhein-Westfalen (Pro NRW). Außerdem gründete sich die Bürgerbewegung pro Baden-Württemberg.
Nach ersten Wahlerfolgen bei der Kommunalwahl in Köln 2004 und einigen weiteren Kommunen in Nordrhein-Westfalen 2009 gründeten sich weitere kleinere Vereine unter dem Namen „Pro“. Sie hatten aber nicht alle einen direkten Zusammenhang mit pro NRW oder pro Deutschland. Dennoch gab es immer Versuche, insbesondere von Markus Beisicht und Manfred Rouhs, neu gegründete Pro-Vereine einzubinden. In einigen Fällen distanzierten sich die Vereine aber von der Pro-Bewegung. Im Jahr zuvor (2008) wurde die Pro-Bewegung erstmals bundesweit bekannt, nachdem pro Köln und pro NRW einen umstrittenen „Anti-Islamisierungskongress“ in Köln mit ca. 100 Teilnehmern durchgeführt hatten. Dem standen 40.000 Gegendemonstranten gegenüber.
Im Jahr 2010 begann eine offizielle Kooperation mit der Partei Die Republikaner. Sie endete jedoch, nachdem die Republikaner sowohl bei der Bundestagswahl 2013 gegen Pro Deutschland als auch bei der Europawahl 2014 gegen pro NRW antraten.
Ebenso 2010 erregte die Pro-Bewegung mit dem Engagement des Arnstädter Bürgermeisters Hans-Christian Köllmer (Pro Arnstadt) für pro Deutschland sowie dessen Reaktion auf kritische Stimmen erste Aufmerksamkeit in Ostdeutschland.
Im September 2012 wurde über die Pro-Bewegung zum ersten Mal international berichtet, nachdem pro Deutschland angekündigt hatte, den islamfeindlichen Film Innocence of Muslims in Berlin zeigen zu wollen. Die Ankündigung führte weltweit zu Protesten, bei denen auch mehrere Menschen getötet wurden. Politiker aller Parteien sprachen sich gegen die Aktion aus und forderten zivilgesellschaftliches Engagement gegen die Pro-Bewegung.
Im Jahr 2014 kam es zu einer Spaltung zwischen pro Köln/pro Deutschland und pro NRW. Laut NRW-Verfassungsschutz gäbe es aber „keine tiefgreifende ideologisch-inhaltliche Auseinandersetzung“. Vielmehr ginge es bei dem Streit um innerparteiliche Macht und die strategischen Frage, ob man weiterhin versuchen solle, sich als bürgerliche Partei zu inszenieren.

### Überregionale Wahlergebnisse
| 9. Mai 2010        | Landtagswahl Nordrhein-Westfalen | pro NRW         | 1,4 % |
| 18. September 2011 | Abgeordnetenhauswahl Berlin      | pro Deutschland | 1,2 % |
| 13. Mai 2012       | Landtagswahl Nordrhein-Westfalen | pro NRW         | 1,5 % |
| 22. September 2013 | Bundestagswahl                   | pro Deutschland | 0,2 % |
| 25. Mai 2014       | Europawahl                       | pro NRW         | 0,2 % |
| 31. August 2014    | Landtagswahl Sachsen             | pro Deutschland | 0,2 % |

## Organisationsstruktur

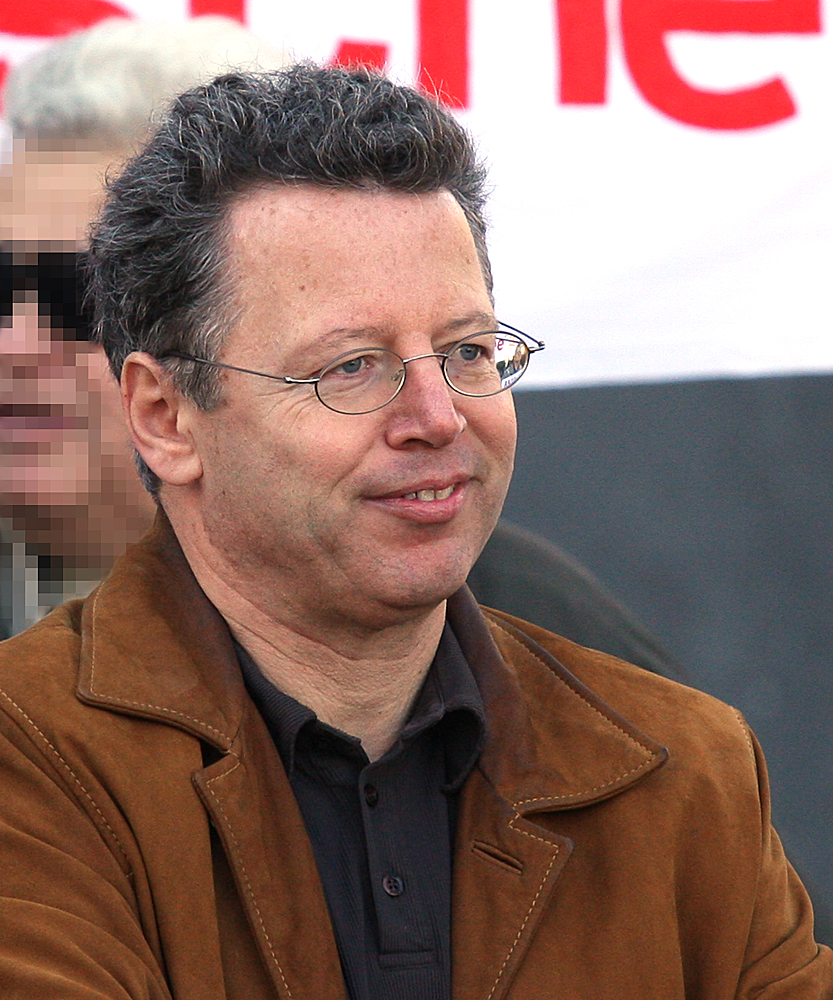
Markus Beisicht (2008), seit 2010 bis zur Auflösung Vorsitzender des Dachverbandes

### Dachverband
Im Juni 2010 wurde in Leverkusen der Dachverband „Die Pro-Bewegung (PRO) e. V.“ gegründet, in dem nach eigenen Angaben pro Köln, pro NRW, pro Deutschland und weitere Pro-Vereine organisiert sind. Vorsitzender ist seitdem Markus Beisicht, zu seinem Stellvertreter wurde Manfred Rouhs bestimmt. Laut Satzung ist der Vereinszweck die „deutschlandweite Koordinierung und Abstimmung der politischen Arbeit der verschiedenen unabhängigen Pro-Parteien und -Vereinigungen in den Kommunen und Ländern“.

### Bürgerbewegung pro Köln

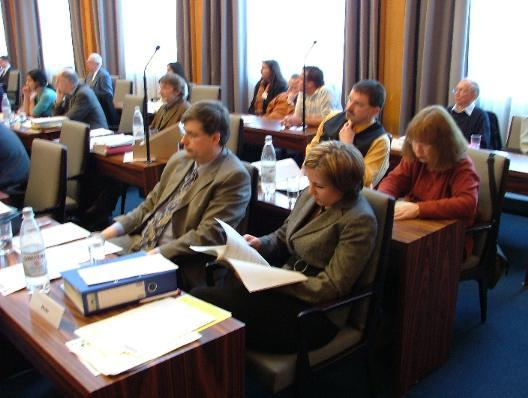
Die fünf Mitglieder der Bürgerbewegung „pro-Köln“-Fraktion im Kölner Stadtrat (2004)

Die Bürgerbewegung pro Köln e. V. wurde am 5. Juni 1996 gegründet und gilt als Keimzelle der Pro-Bewegung. Sämtliche nachfolgende Parteien und der überwiegende Teil der Wählervereinigungen sind auf diesen Verein bzw. dessen Akteure zurückzuführen. Damals wurde Sven Möller, vorher Mitglied der DLVH, zum ersten Vorsitzenden gewählt. Bis zum Jahr 1999 blieb der Verein jedoch weitgehend bedeutungslos, danach traten die DLVH-Funktionäre Markus Beisicht, Manfred Rouhs und Bernd Schöppe dem Verein bei. Judith Wolter, vorher Mitglied der Republikaner, wurde neue Vereinsvorsitzende.
Einer größeren Öffentlichkeit wurde pro Köln im Jahr 2002 bekannt. Damals suchte die Stadtverwaltung von Chorweiler einen geeigneten Standort für den Bau einer Moschee. Pro Köln organisierte eine Unterschriftensammlung und dehnte diese Kampagne schließlich auf das ganze Stadtgebiet aus, nachdem weitere Standorte vorgeschlagen wurden. Kurz vor der Kommunalwahl 2004 legte der Verein dem Beschwerdeausschuss des Rates der Stadt Köln 28.000 Unterschriften gegen die Bauprojekte vor. Weitere Kampagnen richteten sich gegen Flüchtlingsheime, die überwiegend von Sinti und Roma bewohnt wurden. Bei der Kommunalwahl 2004 zog pro Köln in den Rat der Stadt Köln ein und genießt seitdem Fraktionsstatus. Judith Wolter wurde zur Fraktionsvorsitzenden gewählt, Markus Beisicht übernahm den Vereinsvorsitz.
Während pro Köln in den Anfangsjahren sowohl mit Mitgliedern der NPD als auch mit Aktivisten von freien Kameradschaften zusammenarbeitete, distanzierte man sich später offiziell zunehmend von solchen Personen. Allerdings nehmen nahezu alle Pro-Organisationen ehemalige Mitglieder und Funktionäre von extrem rechten Parteien und Organisationen auf. Dabei sind einige auch während ihres Engagements in einem Pro-Verein weiterhin in diesem Milieu tätig. Andere, die aus einem Pro-Verein wieder ausschieden, schlossen sich erneut radikalen Gruppen oder anderen rechtsextremen Parteien oder Vereinen an.
Am 7. März 2018 gab der Verein bekannt, dass der Vorstand am 2. März 2018 die Auflösung beschlossen hat.

### Bürgerbewegung pro NRW
Die Bürgerbewegung pro NRW wurde im Jahr 2007 überwiegend von den Mitgliedern von pro Köln gegründet. Bis auf wenige Ausnahmen besteht bis heute der überwiegende Teil des Vorstandes aus Mitgliedern von pro Köln. Parteivorsitzender wurde der Vorsitzende von pro Köln, Markus Beisicht. Im Unterschied zu pro Köln wurde pro NRW als Partei angemeldet, mit dem Ziel, an den Kommunalwahlen 2009 und den Landtagswahlen 2010 teilzunehmen.
Bei den Kommunalwahlen in Nordrhein-Westfalen 2009 konnte pro NRW in die Vertretungen von Köln, Gelsenkirchen, Leverkusen, Bergheim, Dormagen und Radevormwald in Fraktionsstärke einziehen. Bei den Landtagswahlen 2010 erhielt pro NRW 1,4 % der Zweitstimmen. Bei den Landtagswahlen 2012 erreichte pro NRW ein Ergebnis von 1,5 % der Zweitstimmen.
Pro NRW wurde am 24. März 2019 als Partei von ihren Mitgliedern aufgelöst und in einen Verein umgewandelt.

### Bürgerbewegung pro Deutschland

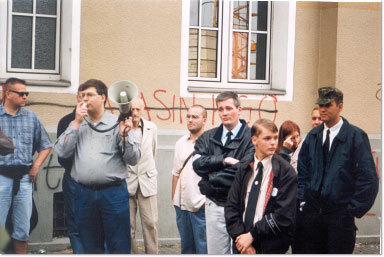
Manfred Rouhs (mit Megafon, 1999)

Die Bürgerbewegung pro Deutschland wurde im Jahr 2005 gegründet. Sie gab sich zum Ziel, das Modell von pro Köln auf das ganze Bundesgebiet zu übertragen. Die kurzzeitigen Aktivitäten der Partei konzentrierten sich jedoch nur auf wenige Städte. Einzig in Berlin begann die Aufbauarbeit mit dem Landesverband Berlin.
Im November 2017 beschloss die Partei auf einer Bundesversammlung ihre Selbstauflösung. Die bisherigen Mitglieder und kommunalen Mandatsträger wurden aufgefordert, sich der AfD anzuschließen.

#### Landesverband in Berlin
Im Juni 2010 wurde der Berliner Landesverband von pro Deutschland gegründet, der die Eigenbezeichnung pro Berlin führte. 2011 wurde das ehemalige DVU-Mitglied Lars Seidensticker zum Landesvorsitzenden von Berlin gewählt. Der Landesverband nahm an den Wahlen zum Berliner Abgeordnetenhaus 2011 teil, erhielt 1,2 % der Zweitstimmen und verfehlte den Einzug in sämtliche Bezirksverordnetenversammlungen (BVVen).

#### Pro Deutschland in Bayern/Pro München
Die Bürgerbewegung pro München – patriotisch und sozial e. V. wurde im Januar 2006 gegründet. Als Gründungsmitglieder waren fast ausschließlich ehemalige Mitglieder rechtsextremer Parteien anwesend, etwa der stellvertretende bayerische NPD-Landesvorsitzende Roland Wuttke oder der Vorsitzende der Münchner Deutschen Partei (DP), Wolf-Peter Bombolowsky, welcher auch zum ersten Vorsitzenden von pro München gewählt wurde. Zu Anfang stand pro München mit der Pro-Bewegung in keinem organisatorischen Zusammenhang.
Dies änderte sich jedoch im Jahr 2007. Vertreter von pro NRW und pro Deutschland reisten mehrfach nach München, um die Wählervereinigung zu unterstützen. Bei den Kommunalwahlen in München im März 2008 erreichte sie allerdings nur 0,9 % der Wählerstimmen und keinen Sitz im Stadtrat. Pro NRW und pro Deutschland distanzierten sich anschließend von pro München. Manfred Rouhs von pro Deutschland bezeichnete den Wahlantritt allerdings auch als „legitim“.
Die Funktionäre von pro München engagierten sich anschließend in verschiedenen Gruppierungen. Während die Gruppe um Stefan Werner zu pro Deutschland wechselte, wo Werner als Jugendbeauftragter sowie als Verantwortlicher für den Aufbau des Landesverbandes Bayern tätig ist, gründete die Gruppe um Rüdiger Schrembs die Bürgerbewegung pro Bayern e. V. Das Personal von pro Bayern besteht zu großen Teilen aus ehemaligen Rechtsextremisten. So war der Vorsitzende Rüdiger Schrembs Mitglied im Landesvorstand der Bayern-NPD und Mitglied der DLVH. Bei einer neonazistischen Demonstration 2007 in Nürnberg trat Schrembs als Redner auf. Im Jahr 2009 wurde er beim Landgericht München I wegen Beleidigung gegenüber Homosexuellen in der Wahlwerbung für pro München angeklagt. Das Verfahren wurde gegen eine Geldauflage von 2.100 Euro eingestellt.
Im Mai 2012 gründete sich nach eigenen Angaben der pro-Deutschland-Kreisverband München. Kreisvorsitzender wurde der für das Jugend-Ressort im Bundesvorstand von pro Deutschland zuständige Stefan Werner. Die politischen Wurzeln von Werner liegen bei der DP und den Republikanern. Im Jahre 2005 trat er als Mitglied der Deutschen Partei auf der Liste der NPD München bei der Bundestagswahl an. Obwohl sich pro Deutschland wie auch Stefan Werner von pro Bayern distanzierten, stellt sich der Kreisverband in seiner Eigendarstellung so vor, dass man seit 2006 in München mit dem Aufbau einer Pro-Bürgerbewegung beschäftigt sei und 2011 beschlossen habe, als Landesverband von pro Deutschland aktiv zu werden.

#### Pro Baden-Württemberg/Pro Heilbronn
Die eingetragenen Vereine Bürgerbewegung pro Heilbronn und Bürgerbewegung pro Baden-Württemberg wurden 2006 und 2007 von Alfred Dagenbach gegründet, der zurzeit (Stand 2016) auch Vorsitzender beider Vereine und stellvertretender Bundesvorsitzender von pro Deutschland ist. Beide Vereine stimmen personell nahezu überein und arbeiten eng mit pro Deutschland zusammen.
Im März 2009 beschloss die Republikaner-Fraktion im Heilbronner Gemeinderat mit zwei von drei Stimmen, sich in Pro Heilbronn umzubenennen und sich den Vereinen anzuschließen; ein Stadtrat schied im April aus der Fraktion aus. Bei der Gemeinderatswahl im Juni 2009 bekam pro Heilbronn wieder zwei Sitze im Gemeinderat, erhielt jedoch nur 4,8 % der Wählerstimmen, obwohl die Republikaner bei der letzten Gemeinderatswahl im Jahr 2004 noch 8,0 % erhielten und jetzt zugunsten von pro Heilbronn auf einen eigenen Wahlantritt verzichteten.

### Bürgerbewegung pro Sachsen

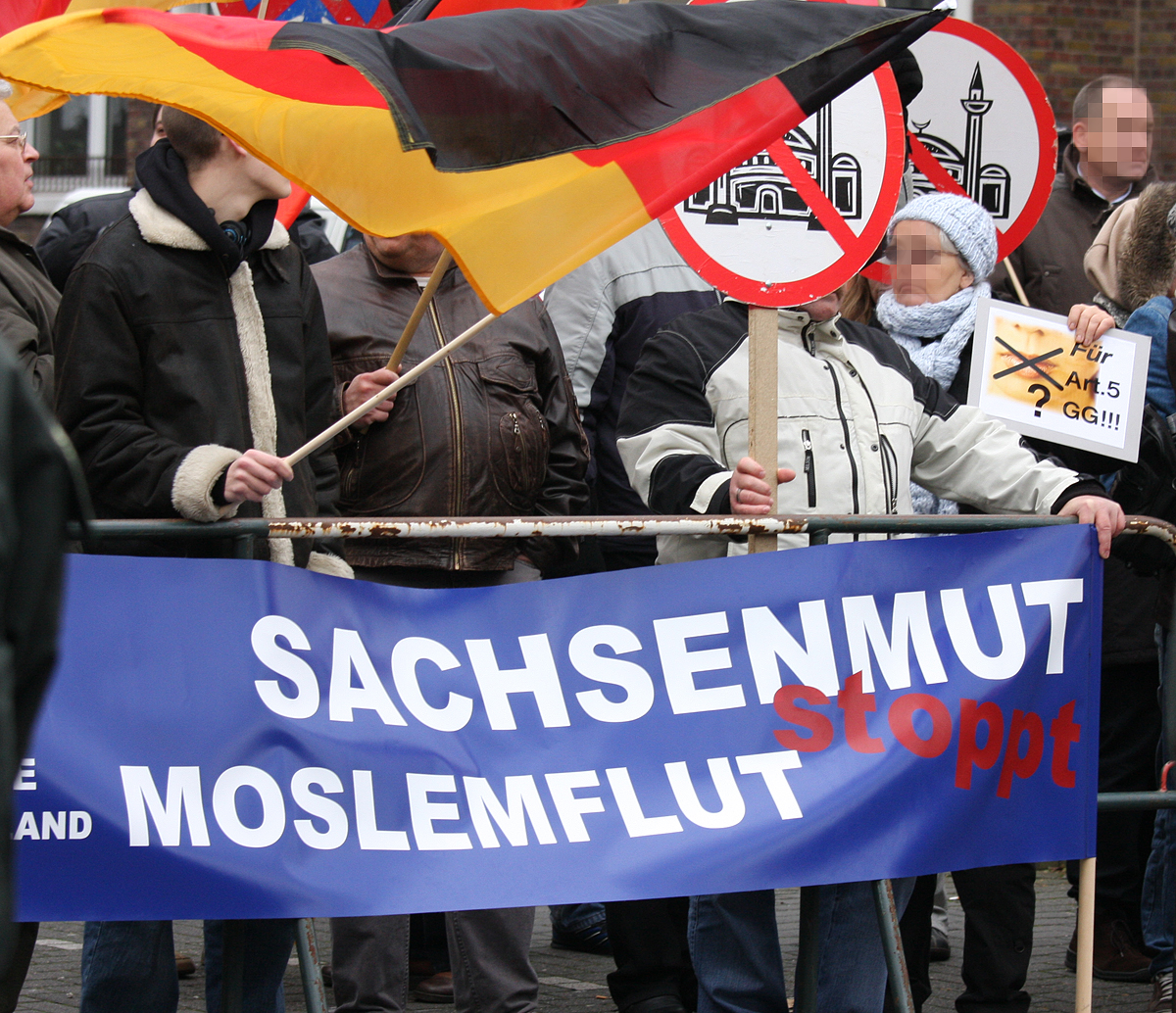
Transparent des Vereins „AFV“, mit dem Nitzsche 2008 an einer Veranstaltung der Pro-Bewegung teilnahm.

Die Bürgerbewegung pro Sachsen e. V. wurde im Jahr 2011 als Dachverband von drei kleineren Vereinen und dem Landesverband Sachsen der Deutschen Sozialen Union (DSU) von Henry Nitzsche gegründet. Nitzsche trat nach anhaltender Kritik an Sprüchen wie „Nach Multikulti-Schwuchteln nun Schuldkult“ in seinen Reden im Dezember 2006 aus der CDU aus. Er gründete daraufhin das Bündnis Arbeit Familie Vaterland Liste Henry Nitzsche e. V. (AFV). Seit 2007 beteiligte sich Nitzsche an Kundgebungen von pro Köln und trat dort auch einige Male als Redner auf.
Im Februar 2011 schlossen sich neben Mitgliedern des Landesverbandes Sachsen der DSU und dem Bündnis Arbeit-Familie-Vaterland die Sächsische Volkspartei (SVP) und die Freiheitliche Partei Deutschlands (FPD) dem Dachverband an. Noch am selben Tag gratulierten Vertreter von pro Bayern, Alfred Dagenbach sowie Markus Beisicht zur Gründung. Bereits im Juli 2011 erklärte Nitzsche jedoch seinen Rücktritt als Vorsitzender des Dachverbandes und verließ das Bündnis, weil er den Verein „zunehmend von der NPD unterwandert“ sah. Neuer Vorsitzender wurde Johannes Hertrampf (FPD), Stellvertreter wurden Mirko Schmidt (SVP) und Roberto Rink (DSU).
Im März 2012 folgte Manfred Rouhs einer Einladung der DSU, um nach eigenen Angaben auf einer Versammlung zu sprechen. Vorher soll es zu einem Strategiegespräch gekommen sein, mit dem Ziel, die Kommunal- und Landtagswahlen in Sachsen 2014 vorzubereiten. Allerdings wurde eine gemeinsame Kandidatur mit pro Deutschland weder von pro Sachsen noch von der DSU bislang bestätigt. Im August 2012 fand erneut ein Treffen mit Manfred Rouhs statt. Nach Angaben von pro Deutschland beschloss der Vorstand von pro Sachsen nach diesem Treffen, im Laufe des Jahres die eigene Organisation aufzulösen. Zuvor solle eine Eingliederung in pro Deutschland erfolgen. Dies wurde bislang von pro Sachsen weder dementiert noch bestätigt.
Ein einheitliches Grundsatzprogramm hat das Bündnis nicht. Seit Juli 2011 gibt es ein Kurzprogramm, welches sich an den Programmen der Mitgliedsparteien orientiert. Zur Landtagswahl in Sachsen 2014 trat pro Deutschland mit dem Spitzenkandidaten Mirko Schmidt an. Daneben trat auch die DSU mit Rink als Spitzenkandidat an.
Am 9. Februar 2019 löste sich die SVP zugunsten der kurzlebigen Partei Aufbruch deutscher Patrioten auf. Martin Kohlmann von Bürgerbewegung Pro Chemnitz gründete später die Freien Sachsen.

### Bürgerbewegung pro Mainz
Die Bürgerbewegung pro Mainz e. V. wurde im Januar 2010 gegründet. Der überwiegende Teil der Gründungsmitglieder war bis dahin bei den Republikanern aktiv, so etwa der stellvertretende Vorsitzende Jens Jessen oder der Schatzmeister Stephan Stritter, welcher die Position des stellvertretenden Bundesvorsitzenden der Republikaner innehatte.
Laut Alexander Häusler deute alles auf eine „mindestens informelle Zusammenarbeit“ zwischen pro Mainz und der Pro-Bewegung hin, etwa die analoge Namensgebung, die personelle Verflechtung mit den Mainzer Republikanern und deren Beziehung zu pro Köln sowie die Übereinstimmung der politischen Kernpositionen. In der politischen Positionierung bemühe sich auch pro Mainz, CDU-Aussteiger anzusprechen, verwende rechtspopulistische Rhetorik, wettere gegen die etablierten Parteien und benutze zum Teil sogar die gleiche Wortwahl wie die Pro-Bewegung. Es bestanden außerdem Kontakte zur DSU. Die Forderung von pro Mainz nach der „Bekämpfung von jeglichem Extremismus“ wirke vor diesem Hintergrund „wie ein bloßes Lippenbekenntnis“, so Häusler. Es sei auch bei der Pro-Bewegung nicht unüblich, auf „Know-how und Logistik von Rechtsextremen zurückzugreifen“, obwohl man sich offiziell von ihnen distanziere, um wählbar zu bleiben.
Bei den Oberbürgermeisterwahlen in Mainz 2012 erhielt der Kandidat der Wählervereinigung 1.030 Stimmen (1,6 %).

### Pro Arnstadt
Die Wählergemeinschaft Pro Arnstadt e. V. wurde im Jahr 1994 gegründet und gehört dem Landesverband Thüringen der Freien Wähler an. Sie stellte bis 2012 den Bürgermeister von Arnstadt und ist seit vielen Jahren in Fraktionsstärke im Stadtrat vertreten. Der Name war zufällig und hatte nichts mit der 1996 gegründeten Wählergruppierung pro Köln zu tun. Kontakte zur Pro-Bewegung bestehen insbesondere durch den Vereinsgründer, Funktionär und ehemaligen Bürgermeister Hans-Christian Köllmer. Pro Arnstadt wird nicht vom Verfassungsschutz beobachtet und ist auch nicht von der thüringischen Landesregierung als rechtsextrem eingestuft. Der Bürgermeister Köllmer wurde während seiner Amtszeit im Stadtrat auch von der dortigen CDU-Fraktion unterstützt, obwohl diese sich von den Annäherungen zu pro Deutschland distanziert hat. Für die thüringische Landesregierung war es 2010 noch nicht möglich abschließend zu beurteilen, ob Pro Arnstadt eine "Scharnierfunktion" zwischen Konservativen und Rechtsextremen erfülle.
Köllmer hielt im Dezember 2009 auf einer Bundesversammlung von pro Deutschland eine Rede und unterschrieb Ende Januar 2010 deren offenen Brief zur Unterstützung Thilo Sarrazins. Köllmers Ankündigung, pro Deutschland beitreten und in Thüringen zu mehr Geltung verhelfen zu wollen, führte zu einem Streit mit Thüringens Innenminister Peter Huber (CDU) und vielfach zu Rücktrittsforderungen, unter anderem von der Vizepräsidentin des Deutschen Bundestages, Katrin Göring-Eckardt (Grüne). Ein formeller und insgesamt vierter Abwahlantrag im Stadtrat bekam nicht die erforderliche Zweidrittelmehrheit und wurde mit elf zu dreizehn Stimmen abgelehnt. Im Oktober desselben Jahres wurde der angekündigte Beitritt Köllmers in einer Kleinen Anfrage zu pro Deutschland im Bundestag thematisiert. 2012 trat Köllmer zur Bürgermeisterwahl aus Altersgründen nicht mehr an.

## Verbindungen

### Kooperation mit der Partei „Die Republikaner“
Im Dezember 2009 schloss der Bundesvorsitzende der Partei „Die Republikaner“ (REP), Rolf Schlierer, eine Zusammenarbeit mit der Pro-Bewegung zunächst kategorisch aus. Mit den Republikanern gebe es kein „Kuscheln in braunen Ecken“, so Schlierer, der die Pro-Bewegung damals noch „eindeutig dem Rechtsaußenspektrum“ zuordnete. Man werde auch künftig „nicht mit Leuten kooperieren, die wegen ihrer ungeklärten Verbindungen zum extremistischen Spektrum sämtliche Verfahren gegen die VS-Beobachtung verloren haben“.
Im März 2010 beschlossen die Delegierten der „Republikaner“ auf einem Bundesparteitag eine Resolution unter dem Titel „Trennendes zurückstellen – gemeinsam für unser Land“. Die Resolution beauftragt den Bundesvorstand der „Republikaner“, „Gespräche und Verhandlungen mit anderen Parteien und Gruppierungen“ zu führen. Dabei wurde explizit die Pro-Bewegung genannt. Bis zum November 2010 wurden die Kontakte von pro NRW und Republikanern ausgebaut. Die beiden Parteivorsitzenden Beisicht und Schlierer verkündeten, man wolle in Zukunft stärker zusammenarbeiten und gemeinsame Veranstaltungen in Köln und Stuttgart organisieren. Außerdem wollte man bis zur Wahl des EU-Parlaments 2014 eine gemeinsame Wahlplattform aufbauen. Dieses Vorhaben wurde nicht realisiert, zur Europawahl 2014 traten die beiden Parteien getrennt an und konnten beide nicht in das Europaparlament einziehen.

### Kooperation mit ausländischen Parteien
Es bestand ein enger Kontakt zwischen der Pro-Bewegung und der rechtsextremen separatistischen Partei Vlaams Belang aus Belgien. Die Vlaams Belang unterstützte pro Köln und pro NRW bei mehreren größeren Veranstaltungen. So organisierten sie zum Teil den Anti-Islamisierungskongress 2009. Mit Filip Dewinter arbeitete Markus Beisicht an einem Europäischen Bürgerentscheid für ein europaweites Minarettverbot auf Grundlage des EU-Verfassungsvertrages, welches aber letztendlich nicht zustande kam. Neben der Vlaams Belang pflegte die Pro-Bewegung nach eigenen Angaben Kontakte zur österreichischen FPÖ und zu Vertretern der schweizerischen SVP. Laut Verfassungsschutz bestanden auch Verbindungen zur italienischen Lega Nord und zur französischen Front National.
Zudem nahm Beisicht 2007 an einer Konferenz der rechtsgerichteten Fraktion Identität, Tradition, Souveränität im Europaparlament teil. Die tschechische Extremistin Petra Edelmannová von der Partei Národní strana, welche in ihrer Heimat u. a. die „Endlösung der Zigeunerfrage“ fordert, nahm 2009 an einer Veranstaltung von pro NRW in Köln teil. Zudem bestanden nach eigenen Angaben Kontakte zur britischen rechtsextremen und rassistischen British National Party und ihrem Vorsitzenden Nick Griffin sowie zur katalanischen rechtsextremen Partei Plataforma per Catalunya. Taylor Rose, Vorsitzender der „Youth for Western Civilization“ nahm 2011 an einer Demonstration von pro NRW teil. Die Youth for Western Civilization war ein Teil der US-amerikanischen Tea-Party-Bewegung.

### Verhältnis zu rechtsgerichteten Medien
Publizistisch wurde über die Pro-Bewegung wohlwollend in der Jungen Freiheit und dem Internetportal Politically Incorrect (PI) berichtet. Allerdings gab es zeitweise Verwerfungen zwischen den Betreibern von PI, insbesondere Stefan Herre, und der Pro-Bewegung sowie der ihr verbundenen Akteure. Von letzteren wurde Kritik laut, Herre nehme seit Ende 2010 zu stark für Die Freiheit Partei und beschädige damit nicht nur die vormals guten Beziehungen zu den Pro-Parteien, sondern auch die „islamkritischen Kräfte in Deutschland“ insgesamt. Seit Anfang 2012 wurde jedoch wieder regelmäßig über die Pro-Bewegung berichtet.
Ferner publizierten führende Mitglieder regelmäßig in einschlägigen rechtsextremen Medien wie der Deutschen Stimme, Zuerst! oder kreuz.net.

### Überparteilicher Jugendverband
Im September 2012 wurde ein überparteilicher Jugendverband verschiedener rechtsgerichteter Parteien und der Pro-Bewegung unter der Bezeichnung Ring freiheitlicher Jugend Deutschlands (RFJD) gegründet. Zum Vorsitzenden der Gruppierung wurde der pro-NRW-Jugendbeauftragte Tony-Xaver Fiedler gewählt, welcher in der Vergangenheit bereits erfolglos versucht hatte, den Jugendverband der DVU aufzubauen. Zu seinen Stellvertretern wurden Vertreter der Parteien Die Freiheit und Die Republikaner sowie auch der gewaltbejahenden German Defence League, einem Ableger der English Defence League, gewählt. Der Bundesvorstand der Freiheit distanzierte sich jedoch von der Beteiligung ihrer Mitglieder und kündigte ein Parteiausschlussverfahren gegen diese an.

## Politische Strategien

### Selbstdarstellung
In ihrer Eigendarstellung haben die meisten der Pro-Parteien behauptet, es seien parteilose Bürger gewesen, welche die jeweilige „Bürgerbewegung“ gegründet hätten. Doch schon mit der Gründung von pro Köln 1996 wurde mit Sven Müller ein ehemaliges Mitglied der rechtsextremen Deutschen Liga für Volk und Heimat Vereinsvorsitzender. Die Bezeichnung „Bürgerbewegung“ wurde von den Protagonisten bewusst gewählt. Laut einer Studie des Politologen Hans-Georg Wehling erreichten die Freien Wähler in ihren Hochburgen Baden-Württemberg, Bayern und Schleswig-Holstein bei den Kommunalwahlen landesweit über 40 % der kommunalen Mandate in den Gemeindevertretungen. Die Bezeichnung der Pro-Gruppierungen als „Bürgerbewegung“ habe auch darauf abgezielt, von dieser Entwicklung profitieren zu können.

### Oppositionspolitik und Rhetorik
In den Stadträten vertraten die Gemeindevertreter der Pro-Bewegung die Strategie einer Fundamentalopposition. Dabei profitierten sie in der Vergangenheit besonders in Nordrhein-Westfalen (NRW) davon, dass durch die Änderungen in der Gemeindeordnung des Landes NRW – insbesondere durch den Wegfall der Sperrklausel 1999 – nunmehr auch hier die Stadt- und Gemeinderäte nicht als lokale Parlamente, sondern als Organe der Selbstverwaltung angesehen werden, die im Idealfall gemeinsam nach dem besten Weg und einem Konsens suchen sollen: Eine für das Land neue Situation, die gerade in NRW dieses Auftreten begünstigte. Besonders pro Köln und pro NRW stellten sich als „einzig wahre Opposition“ dar, die im „Einheitsbrei der Altparteien“ nicht mitschwimme.
Die Gemeindevertreter der Pro-Bewegung pflegten stets zu Beginn einer jeden Sitzung eine große Anzahl von Anträgen und Anfragen zu stellen. Da zu diesem Zeitpunkt noch zahlreiche Besucher anwesend sind, stellen sich die Pro-Fraktionen damit als besonders aktive Gruppe dar. Die Sitzung wurde nach Beendigung als „chaotisch“ dargestellt und der Bürgermeister als Sitzungsleiter als „unfähig“ und „überfordert“ beschrieben. Sie selbst bezeichneten sich dann als besonders „bürgernah“, obwohl viele ihrer Anträge im Vorfeld schon die Bezirksvertretungen oder Ausschüsse durchlaufen hatten und abgelehnt wurden. Zur Übertragung dieser Strategie auf weitere Städte und Gemeinden wurde die sogenannte „Kommunalpolitische Vereinigung der Pro-Bewegung“ (KPV PRO) gegründet, die nach eigenen Angaben nicht nur den Stadt- und Gemeinderäten von pro Köln und pro NRW zur Verfügung stehen sollte, sondern allen interessierten kommunalen Mandatsträgern.
Um den Schein einer Bürgerbewegung zu wahren, bot pro Köln neben dieser allgemeinen Strategie nach Angaben der KPV auch Seminare über Rhetorik an, an denen ihr Weltbild weniger offen vertreten werden konnte. Es ist nicht bekannt, wie weit andere Pro-Parteien und -vereine diese Angebote in Anspruch genommen haben, doch andere Fraktionen und einzelne Gemeindevertreter verfuhren ähnlich bis identisch, wie sie selbst auf ihren kommunalen Internetseiten verdeutlichten. Ähnliche Beobachtungen ließen sich im Umgang mit der Presse oder der Justiz feststellen, wenn eine Pro-Partei oder einzelne Mitglieder mit ihren kommunalen Zielen nicht erfolgreich waren.

### Mitgliederzahlen, Umfragen und Statistiken
Der Verfassungsschutz des Landes Nordrhein-Westfalen schätzte die Anzahl der Mitglieder von pro Köln und pro NRW 2011 auf etwa 1.000, die Anzahl der Aktivisten auf etwa 350. Bei den Angaben der Vertreter von pro Köln und pro NRW kam es zur Fälschung verschiedener Mitgliederzahlen, Statistiken und Umfragen.
So wurden in den Jahren 2008, 2009 und 2010 nachweislich falsche Mitgliederzahlen in den Pressemitteilungen veröffentlicht. Laut den politischen Rechenschaftsberichten, bei denen eine Partei zur korrekten Angabe verpflichtet ist, wurden die Mitgliederzahlen bis zu etwa 65 Prozent höher angegeben, als dies in der Realität der Fall war. Auch bei der Veranstaltung von Demonstrationen wurde laut Bundeszentrale für politische Bildung und dem Verfassungsschutz die Anzahl der Teilnehmer regelmäßig um etwa das Dreifache zu hoch angegeben. Den Höhepunkt erreichte diese Entwicklung bei einer Veranstaltung im Jahr 2011, als die Vertreter von pro NRW von etwa 2.500 Teilnehmern sprachen, tatsächlich jedoch gerade einmal 300 anwesend waren.
Zudem wurden Statistiken erfunden und Umfrageergebnisse gefälscht, um die politischen Forderungen zu untermauern. So wurde etwa im Jahr 2009 eine Statistik des Landeskriminalamtes Berlin in einem Werbevideo veröffentlicht, in der angeblich die Gewaltstraftaten in Berlin zu 98 Prozent von Ausländern, darunter ein Großteil Muslime, verübt worden sein sollen. Eine solche Statistik existiert jedoch nicht. Des Weiteren wurden Umfragen präsentiert, die Migranten als gewalttätig erscheinen lassen, eine Quelle wurde jedoch für diese Umfragen nicht geliefert.
Der ehemalige Spitzenfunktionär Andreas Molau bestätigte nach seinem Ausstieg die Vorwürfe gegen pro NRW. Der Vorsitzende Markus Beisicht habe ein „sehr flexibles Verhältnis zur Wahrheit“, so Molau.

### Provokante Aktionen
Die Parteien der Pro-Bewegung waren sowohl personell wie auch finanziell schlecht aufgestellt. Aus diesem Grund wurde versucht, mit wenig Aufwand eine große Öffentlichkeit zu erreichen. Gezielt wurden dabei „soziale und politische Probleme aufgegriffen“ und mit „populistischen Kampagnen rassistisch besetzt“, so Alexander Häusler in einer Handreichung der FH Düsseldorf im Auftrag des Landesintegrationsrates von NRW. Dies passierte etwa durch Aktionen gegen den Bau von Moscheen, auch von solchen, die von der ansässigen Bevölkerung unterstützt wurden.
So organisierte die Pro-Bewegung im September 2008 einen sogenannten Anti-Islamisierungskongress in Köln. Als Redner waren unter anderem Henry Nitzsche und Mario Borghezio (Lega Nord) geplant. Unter dem Motto „Wir stellen uns quer“ organisierten verschiedene politische und gesellschaftliche Gruppen Gegendemonstrationen und Blockaden, an denen bis zu 40.000 Menschen teilnahmen, während sich zum eigentlichen „Kongress“ nur rund 100 Teilnehmer eingefunden hatten. Der Protest führte zum Abbruch des geplanten Kongresses; die zentrale Kundgebung wurde aus Sicherheitsgründen von der Polizei untersagt. Dies rief ein geteiltes Echo hervor: Während mehrere Politiker die Proteste als Zeichen von vorbildlicher Zivilcourage lobten, äußerte sich unter anderem der Staatsrechtler Josef Isensee besorgt darüber, dass die Polizei nicht in der Lage war, das verfassungsmäßige Recht der Versammlungsfreiheit zu schützen. Die Pro-Bewegung erhielt durch den „Kongress“ und die großen Gegendemonstrationen bundesweit erstmals eine erhebliche öffentliche Aufmerksamkeit. Der Kongress wurde im Mai 2009 in Köln wiederholt.
Pro NRW organisierte im Landtagswahlkampf 2012 eine sogenannte Freiheit statt Islam-Tour sowie einen „islamkritischen Karikaturenwettbewerb“, bei dem Parteifunktionäre sich vor rund 25 Moscheen versammelten und dabei islamfeindliche Karikaturen zeigten und laut dem Zentralrat der Muslime fremdenfeindliche Parolen zuriefen. Dies wurde gezielt vor umstrittenen Moscheen versucht, bei denen auch Anhänger des Salafismus anwesend waren. Zunächst verliefen die Demonstrationen friedlich, jedoch kam es bei weiteren zu gewalttätigen Ausschreitungen durch Salafisten und deren Unterstützer, bei denen 35 Polizisten verletzt wurden, zwei davon schwer. Die Partei hatte im Jahr 2012 rund 150.000 Euro Schulden und versuchte mit solchen Aktionen die notwendige Aufmerksamkeit zu erreichen, um die wichtige 1 %-Hürde für den Erhalt von Parteienfinanzierung zu überspringen, was letztlich auch gelang.
Am 13. September 2012 kündigte pro Deutschland an, den islamfeindlichen Film Innocence of Muslims in Berlin zeigen und dazu den christlich-fundamentalistischen Prediger Terry Jones einladen zu wollen. Der Film wurde wenige Monate früher in den USA uraufgeführt und führte zu Ausschreitungen in islamischen Ländern, bei denen der US-amerikanische Botschafter J. Christopher Stevens und weitere Bedienstete der Botschaft in Libyen getötet wurden. Die Initiative Endstation Rechts bewertete die Ankündigung als „Provokation zum Selbstzweck“. Die Pro-Bewegung ergreife „jeden noch so kleinen Strohhalm, um ihre [angebliche] Bürgerbewegung ins öffentliche Interesse“ zu bringen. Einen Tag darauf versuchten Islamisten die deutsche Botschaft im Sudan zu stürmen. Bundesinnenminister Hans-Peter Friedrich gab bekannt, die Aufführung des Filmes mit allen rechtlich zulässigen Mitteln verhindern zu wollen, und warf Manfred Rouhs vor, „die Islamisten auch in Deutschland zu provozieren“ und damit „grob fahrlässig Öl ins Feuer zu gießen.“

### Aufbau von Unterstützerdatenbanken
Im Jahr 2006 stellte Manfred Rouhs in Köln offiziell ein Strategiepapier der Pro-Bewegung zum Netzwerk-Aufbau vor, das den Titel „Aufbaukonzept“ trug. In diesem Konzept wurde die Erstellung von Bürgeranfragen als „Kernarbeit der Bürgerbewegung“ beschrieben. Demnach wurden auf kommunaler Ebene zu lokalen umstrittenen Themen wie etwa dem Bau von Moscheen oder der Eröffnung von Asyleinrichtungen öffentliche Petitionen gestartet, um Unterschriften zu sammeln. Die Adressen der Unterschreiber wurden in einer Kartei vom Bundes- bzw. Landesverband festgehalten und nach Mitgliedern, Spendern, Unterstützern und Interessenten strukturiert. Anschließend wurden die Personen gezielt regelmäßig mit Werbematerial der Pro-Bewegung beliefert. Sobald das lokale Thema erschöpft war, wurde ein neues Thema aus den Bereichen „Multi-Kulturalismus, Kriminalitätsentwicklung, Korruption und soziale Gerechtigkeit“ gesucht und eine neue Petition mit gleichem Verfahren gestartet.

## Rezeption

### Wissenschaft
Der Soziologe Alexander Häusler ordnete die Pro-Bewegung der extremen Rechten zu, einer Form des Rechtsextremismus, der sich mit einer „rechtspopulistischen Hülle“ umgebe. Den Begriff der „extremen Rechten“ verwendet Häusler zur Kennzeichnung des „äußeren rechten Randes des politischen Spektrums“. Dieser Sammelbegriff umfasse das „gesamte politische Rechtsaußen-Spektrum“ von der „Braunzone zwischen rechtskonservativen und rechtsextremen Zirkeln“ bis hin zu „offen neonazistischen Szenen“. Inhaltliche Zuordnungskriterien seien völkisch-nationalistische, rassistische sowie antisemitische Ausprägungen, autoritäre Politikvorstellungen, die Ablehnung des gesellschaftlichen Gleichheitsprinzips, die Diskriminierung von Minderheiten sowie die Ethnisierung bzw. Nationalisierung sozialer und ökonomischer Problemlagen. Die extreme Rechte stilisiere dabei die multikulturelle Gesellschaft zum zentralen Feindbild. Kampagnen gegen Moscheebau und Minarette würden dazu benutzt, einen kulturreligiös aufgeladenen Rassismus gesellschaftsfähig zu machen.
Der Politologe Christoph Butterwegge, emeritierter Professor an der Universität zu Köln, schloss sich der Einordnung von Häusler an; pro Köln, pro NRW und pro Deutschland seien rechtsextrem und zugleich populistisch. Die Partei würde sich zwar „seriös und bürgerlich-demokratisch“ geben, jedoch „gegen ethnische und religiöse Minderheiten“ hetzen. Das Personal der Pro-Bewegung rekrutiere sich zum großen Teil aus „alten Kämpfern rechtsextremistischer Parteien“. Butterwegge ging davon aus, dass die Stärke der Pro-Bewegung im kommunalen Bereich liege. Hier sei es ihr teilweise gelungen ihre eigenen Inhalte in die politische Mitte zu tragen. Die Partei grenzte sich zwar offiziell von der NPD ab, dies sei aber nur eine Taktik, um bürgerliche Wähler zu gewinnen. Gleichzeitig nahm die Partei zahlreiche Mitglieder und Funktionäre der NPD auf. Die Pro-Bewegung sei eindeutig rassistisch, nationalistisch und undemokratisch, analysiert Butterwegge. Sie gebe sich „den Anschein, bürgernah zu sein“. Und viele Menschen würden darauf hineinfallen.
Nach der Analyse des Soziologen Christoph Busch von der Universität Siegen nahm die Pro-Bewegung „in Deutschland im rechtsradikalen Parteienspektrum eine Vorreiterrolle“ ein. Inhaltliche stand die „Anti-Islam-Politik, aber auch die Ausgrenzung anderer Minderheiten“ im Mittelpunkt.
Der Politologe Frank Überall sah eine rechtsradikale Grundhaltung bei pro Köln als Keimzelle der Pro-Bewegung. Es gehe „Gruppierungen wie pro Köln […] nicht […] um die Sachpolitik“, wie sie „immer wieder betonen“ würden, sondern um „die Vermittlung eines geschlossenen Weltbildes der Neuen Rechten“, die wiederum „ein ideologisches, personelles und organisatorisches Scharnier zwischen dem demokratischen Konservativismus und manifestem Rechtsextremismus“ darstelle. Die Pro-Bewegung als Ganzes habe sich „deshalb bewusst eine Aura der Bürgerlichkeit“ gegeben, weil „offen nationalsozialistische und fremdenfeindliche Agitation“ in der Bevölkerung nicht gut ankomme.
Der Staatsrechtler Ingo von Münch siedelte die Hauptorganisation pro NRW ebenfalls im Bereich des Rechtsextremismus an, obwohl sie eine „politisch nicht ganz einfach zu verortende Bewegung“ sei. Dem schloss sich auch der Kriminalist Bernd Wagner an, der als Experte für Rechtsextremismus und Rechtsradikalismus gilt und die Neonazi-Aussteiger-Initiative Exit Deutschland gründete.

### Verfassungsschutzbehörden
Pro Köln wurde seit dem Jahr 2004, pro NRW seit dem Jahr 2010 vom Verfassungsschutz des Landes Nordrhein-Westfalen beobachtet, weil bei diesen Gruppierungen „tatsächliche Anhaltspunkte für eine verfassungsfeindliche Bestrebung“ vorliegen. Seit 2011 wurden beide offiziell als verfassungsfeindlich eingestuft, eine Einordnung, der sich mehrere Gerichte anschlossen und die Korrektheit der Verfassungsschutzberichte bestätigten. Dies galt auch für die Jugendorganisation von pro NRW, deren Forderungen „auf einer Linie mit der NPD“ lägen.
Sie würden mit ihren Aussagen und Forderungen die „im Grundgesetz konkretisierten Menschenrechte missachten“, insbesondere die Menschenwürde und das Diskriminierungsverbot. Ein Schwerpunkt der Kampagnen sei darauf angelegt gewesen, „Vorurteile über Muslime zu verbreiten, um Ängste zu wecken oder zu verstärken“. So würden Muslime als „unerwünschte […] Menschen zweiter Klasse“ dargestellt. Der Verfassungsschutz betonte insbesondere die „eigentlich nur im orthodoxen Rechtsextremismus übliche Analogie eines homogenen Volkskörpers“, der von „einer zerstörerischen Kraft von außen – hier 'Multikultur' – zersetzt“ werde. Menschen anderer Kulturkreise oder Religionszugehörigkeiten würden „in diesem Sinne offensichtlich als tödliche Krankheit“ gesehen, die „das Immunsystem des 'Volkskörpers' unwiderruflich schädigen“. Diese Äußerungen sprächen Menschen muslimischen Glaubens nicht nur ihr Grundrecht auf freie Religionsausübung ab, sondern negierten ein Existenzrecht und Bleiberecht dieser Bevölkerungsgruppe in ganz Europa. Beides stehe „in krassem Widerspruch“ zur freiheitlich-demokratischen Grundordnung.
Zudem würden auch andere Menschen mit Migrationshintergrund „ausgrenzend als kriminell und nicht integrierbar dargestellt“ sowie „pauschal herabgesetzt und diffamiert“. Sie würden „latente Ängste vor Überfremdung“ schüren, „fremdenfeindliche Ressentiments“ verbreiten und auch nicht vor der Diffamierung schwer kranker Menschen mit Migrationshintergrund zurückschrecken. Dabei habe pro NRW auch erfundene Statistiken und Umfragen verwendet, um ihre Forderungen zu untermauern. Auch gegen sexuelle Minderheiten agierten beide Gruppierungen. Homosexuelle würden „subtil verächtlich gemacht“ und „durch diffamierende Formulierungen herabgesetzt“.
Der Verfassungsschutzbericht über das Jahr 2012 nannte sowohl pro Köln als auch pro NRW im Zusammenhang mit dem rechtsextremen Blog kreuz.net, das im Dezember 2012 vom Netz gegangen war.
Auch pro Deutschland wurde im Bericht für 2011 ein Platz im Bereich des Rechtsextremismus zugewiesen. Es bestünden ebenfalls Anhaltspunkte für den Verdacht extremistischer Bestrebungen.

## Protagonisten
Die Pro-Bewegung gab sich zwar basisdemokratisch und bürgerlich, jedoch wurde ein Großteil der Entscheidungen von einem relativ kleinen Teil von Funktionären getroffen, welche überwiegend in der rechtsextremen Szene aktiv sind oder waren. Hier erfolgt eine Auswahl wichtiger Personen:
- Markus Beisicht, Ex-Landesvorsitzender der DLVH, Ex-Republikaner, Ex-Strafverteidiger von Axel Reitz, Autor des Blogs kreuz.net[102]
- Judith Wolter, Ex-Republikanerin, Rechtsanwältin der DVU, nahm an Veranstaltungen der NPD-Jugendorganisation teil[103][104]
- Markus Wiener
- Daniel Schöppe (bis Januar 2013), Ex-Landesjugendbeauftragter der DLVH[105]
- Bernd Schöppe, Ex-Teilnehmer von Aufmärschen der Neonaziszene[15]
- Jörg Uckermann[106]
- Andreas Molau (bis 2012), Ex-Bundesvorstandsmitglied der NPD, Ex-Mitglied der DVU, Ex-Vorsitzender der Gesellschaft für freie Publizistik. Im Juli 2012 verkündete Molau seinen Ausstieg aus der rechtsextremen Szene.[107]
- Kevin Gareth Hauer, Ex-Republikaner[108]
- Manfred Rouhs, Ex-NPD-Kandidat, Ex-Mitglied der DLVH, Ex-Mitglied der Republikaner, Ex-Landesvorsitzender der Jungen Nationaldemokraten[109]
- Nico Ernst, Ex-Kreisschatzmeister der NPD, Ex-Teilnehmer von Aufmärschen der militanten Neonazi-Szene[101]
- Patrik Brinkmann (bis Dezember 2011), Ex-DVU-Mitglied, Gründer der rechtsextremen „Kontinent Europa Stiftung“[110]
- Max Branghofer, Ex-Landesvorsitzender der NRW-DVU[111]
- Lars Seidensticker, Ex-Mitglied der DVU, Ex-Mitglied der Republikaner[20][112]
- Torsten Meyer, Ex-Landesvorsitzender der Berliner DVU[20]
- Rüdiger Schrembs, Ex-Mitglied im Landesvorstand der Bayern-NPD und Ex-Mitglied der DLVH.[22]
- Stefan Werner, Ex-Kandidat der NPD, Ex-Mitglied der Deutschen Partei und Ex-Mitglied der Republikaner[22]
- Alfred Dagenbach, Ex-Republikaner[113]
- Johannes Hertrampf
- Roberto Rink, Ex-Teilnehmer von NPD-Veranstaltungen[114]
- Mirko Schmidt, 2004 für die NPD in den sächsischen Landtag gewählt, 2006 Gründer der Sächsischen Volkspartei